# Euphyia arachnitis
Euphyia arachnitis là một loài bướm đêm trong họ Geometridae.